# Február 31.
A február 31. a Gergely-naptár képzeletbeli dátuma. Időnként annak jelzésére használják, hogy egy dátum kitalált, nem valós adatot tartalmaz, vagy nem ismert. Néha február 30-át használják erre a célra, bár ez utóbbi dátum más, létező naptárakban valóban használatos.
E fiktív dátumnak lényegében ugyanaz a szerepe, mint a hasonló célból használt többi helyőrző vagy helyettesítő névnek (mint például a „Gipsz Jakab”, illetve az amerikai kultúrában „John Doe” vagy az újlatin nyelvterület nagy részén a „Fulano” vagy a „Juan Pérez”), tehát február 31. egy ismeretlen dátum helyett áll.

## Példák a szándékos használatára

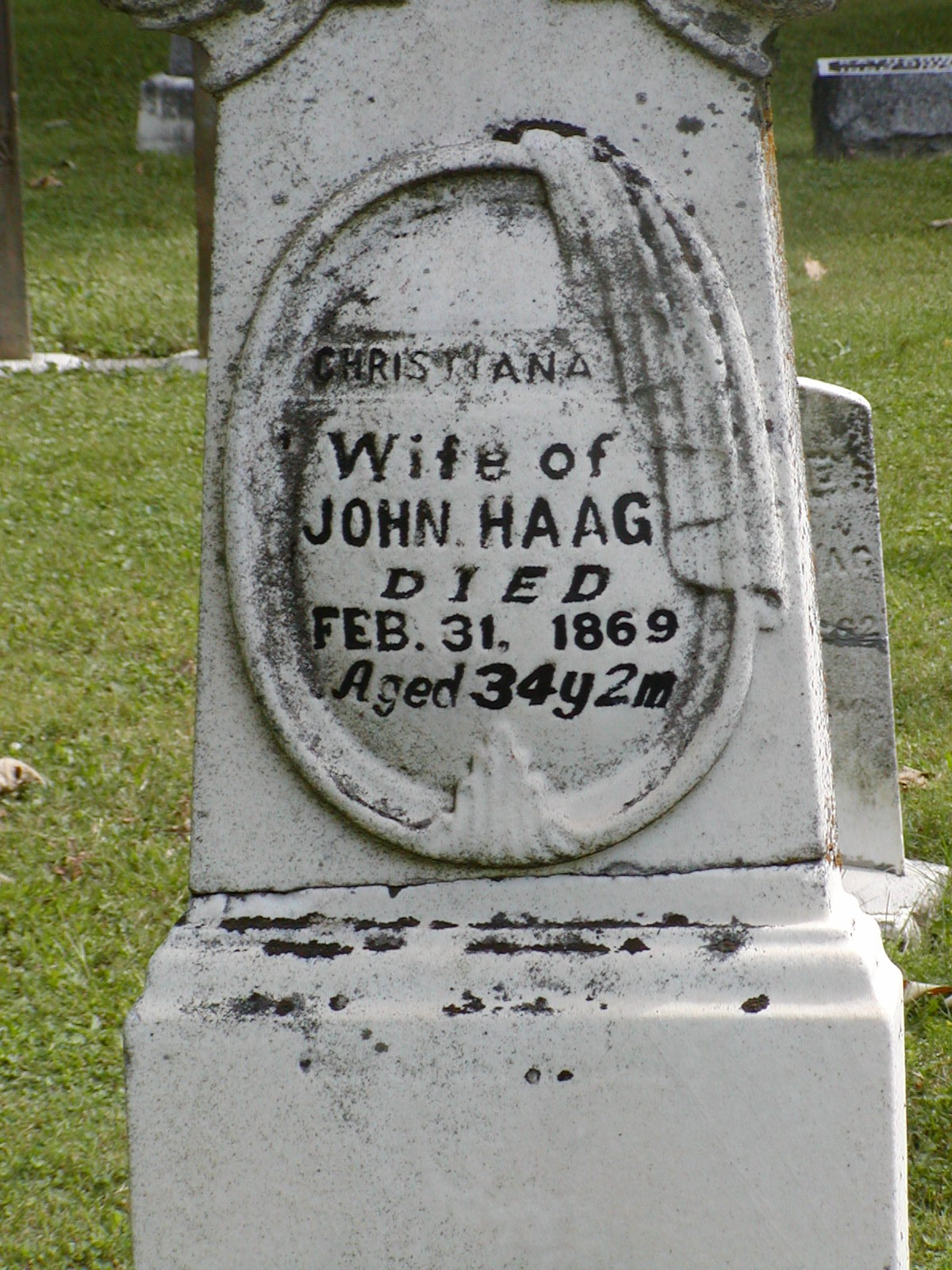
Az Ohio állambeli Upper Sandusky régi missziós temploma melletti temetőben található sírkő felirata szerint Christiana Haag 1869. február 31-én hunyt el.

- Az angliai Oxford St Peter-in-the-East templomának temetőjében egy sírkövön az alábbi felirat olvasható:[2]

| HOUNSLOW, John d. 31.3.1871 HOUNSLOW, Sarah, his wife, d. 31.2.1835; six children, died in infancy; Ann, wife of John Hounslow, d. 6.11.1890 [Az első feleség halálának dátuma „1835. február 31.”, tehát valószínűleg nem ismert] |

- Fenntartanak e dátumot tartalmazó vicces internetes tartománynevet (february31.com, 31fevrier.com),[3][4] illetve helyőrző doménnevet (febr31.com) is; ez utóbbi egy partyra invitál, amely „természetesen” 12:61 perckor kezdődik.[1]
- A The Alfred Hitchcock Hour televíziós sorozat első évadjának 15. epizódja, melyet Julian Symons regénye alapján Alf Kjellin rendezett 1962-ben, The Thirty-First of February címet viseli.[5] A főszereplőt, akit felesége meggyilkolásával gyanúsítanak, szándékosan az őrület határára kergetik, hogy bevallja tettét. A zaklatás során rendre visszaállítják asztali naptárát február 4-re, halálának előre bejelentett dátumára, de végül is az időpontot megváltoztatják a nem létező február 31-re.
- "sample web page / Page Title / Last Updated February 31, 1999" („minta weboldal / oldal címe / Frissítve 1999. február 31-én”) – a dátum példaként történő felhasználása egy oktatási anyagban.[6]

## Születésnap
Az amerikai Ripley's Believe It or Not! című, bizarr eseményeket, különös tárgyakat bemutató kiadvány azt állítja, hogy „az írországi Clifdenben kiállított születési anyakönyve szerint” William O'Malley (1853–1939) ír újságíró, politikus, Galway Connemara parlamenti képviselője február 31-én született.

## Fordítás
- Ez a szócikk részben vagy egészben  a   February 31 című angol Wikipédia-szócikk ezen változatának fordításán alapul.  Az eredeti cikk szerkesztőit annak laptörténete sorolja fel. Ez a jelzés csupán a megfogalmazás eredetét és a szerzői jogokat jelzi, nem szolgál a cikkben szereplő információk forrásmegjelöléseként.